# Georgios Paraskevopoulos
Georgios Paraskevopoulos (in greco Γεώργιος Παρασκευόπουλος?; fl. XIX secolo) è stato un ciclista su strada e pistard greco.
Partecipò alle gare di ciclismo delle prime Olimpiadi moderne che si svolsero ad Atene nel 1896, nella corsa in linea, arrivando tra il quarto e il settimo posto, e nella 12 ore su pista, dove si ritirò alla 3ª ora.